# 포키걸스&비너스무스
포키걸스(POCKY GIRLS) 및 비너스무스(Venus Mousse)는 모닝구무스메。가 출연한 에자키 글리코의 포키 시리즈 CF 내에서 결성된 특별 유닛이다.

## 특징
2002년 여름에 당시의 모닝구무스메。멤버 13명을 2개조로 나누었다.「포키」의 CF에는 밝고 활기찬 9인조 유닛인 포키 걸즈가,「무스포키」의 CF에는 엘레강트한 4인조 유닛인 비너스무스가 등장한다.
유닛의 컨셉에 맞추어 곡조도, 대인수의「유니즌의 밝은 팝스」와 소인수의「하모니에 의한 미디엄 넘버」로 대조적이다.

## 소속 멤버
포키 걸즈
- 졸업 멤버

아베 나츠미, 야스다 케이, 이시카와 리카, 쯔지 노조미, 카고 아이, 다카하시 아이, 콘노 아사미, 오가와 마코토, 니이가키 리사
비너스무스
- 졸업 멤버

이이다 카오리, 야구치 마리, 고토 마키, 요시자와 히토미
※ 고토 마키는 CF 방송 기간 중에 모닝구무스메。를 졸업하였기 때문에 후기 CF에는 출연하지 않았다.

## 캠페인
CF 방송 중에 대상 포키 혹은 프릿츠를 사서 상자 안에 기입된 번호를 캠페인 사이트에 보내어 추첨에 당선되면, 그 유닛의 한정 CD를 보내주는 캠페인이 열렸다.

## CF송
- YES! POCKY GIRLS (포키 걸즈)
- 女神~Mousseな優しさ~ (비너스무스)

이 두 곡은 모닝구무스메。의 앨범「No.5」와 헬로! 프로젝트의 컴필레이션 앨범「풋치베스트3」에 수록되었다.「No.5」에 수록된 곡은 오리지널 롱 버전이며「풋치베스트3」에 수록된 곡은 숏 버전이다.
「풋치베스트3」의 숏 버전은 CF용으로 녹음된 부분만이며, 오리지널 롱 버전은 그 후에 2절 가사를 추가하여 만든 것이다. 그 때문에 비너스무스의「女神~Mousseな優しさ~」의 2절에는 CF 방송시에 졸업한 고토 마키의 파트가 없다.
라이브로는 모닝구무스메。의 2003년 콘서트「모닝구무스메。CONCERT TOUR 2003 봄 ~NON STOP!~」에서 피로하였으며, 그 모습은 DVD/VHS「모닝구무스메。CONCERT TOUR 2003 봄 NON STOP! At saitama super arena」에 수록되었다.